# فوسا عملاق
فوسا عملاق؛ فوسا الكهوف (الاسم العلمي:  Cryptoprocta spelea) هو نوع مُنقرض من حيوانات آكلة اللحوم في مدغشقر، يُصنّف في فصيلة «آكلات اللحوم الملغاشية» (Eupleridae)، ويرتبط ارتباطًا وثيقًا بالسموريات. تم وصفه لأول مرة في عام 1902، وفي عام 1935 تم التعرّف عليه كنوع مُنفصل عن أقرب أقربائه الفوسا الحيّ (Cryptoprocta ferox)؛ وهو أكبر من الفوسا لكن يشابهها. لم يتم قبول الاثنين دائمًا على أنهما نوعان متميزان. كيف ومتى انقرضت الفوسا العملاق؟ هناك بعض الأدلة القولية، بما فيها من تقارير عن حفريات كبيرة جدًا، تدل على أن هناك أكثر من نوع واحد على قيد الحياة.
يُعرف هذا النوع من عظام المُتحفرات الجُزئية، الموجودة في مجموعة متنوعة من الكهوف شمال مدغشقر وغربها وجنوبها ووسطها. في بعض المواقع، تظهر بقايا الفوسا معها، لكن لا يوجد دليل على أن الاثنين عاشا في نفس المكان أو في نفس الوقت. تمكنت الأنواع الحية من الحيوانات آكلة اللحوم ذات الحجم المُماثل في مناطق أخرى من التعايش، مما يشير إلى أن الشيء نفسه قد حدث مع كل من الفوسا والفوسا العملاق، كان بإمكانه أن يفترس حيوانات أكبر من قريبه الأصغر، بما في ذلك الليمور العملاق المُنقرض مؤخرًا.

## التصنيف
في عام 1902، وصف غيوم غرانديدير (عالم حيوان فرنسي) بقايا أحافير جُزئية في كهفين بمدغشقر على أنها مجموعة أكبر من الفوسا الحيّ (Cryptoprocta ferox)، واعتبر بيتي أن العملاقة منها تُمثّل نوعًا مُميزًا. استعرض تشارلز لامبيرتون (عالم حفريات فرنسي) حفريات جُزئية وحيّة من جنس الفوسيات (Cryptoprocta) عام 1939 واتفق مع بيتي في على تمييز النوعين،  تعود تسمية هذا النوع من عينة وجدت في كهف أنكازوابو بالقرب من بلدة إيتامبولو. الأسم المُحدد spelea يعني «الكهف» وقد أُعطي بسبب موقع اكتشافه. ومع ذلك، من الواضح أن لامبيرتون كان لديه أكثر من ثلاثة هياكل عظمية للفوسا الحي، وهو ما لا يكفي تقريبًا لالتقاط مدى التباين لتلك الأنواع، ولم يفصل بعض المؤلفين اللاحقين بين النوعين. قام ستيفن جودمان وزملاؤه، باستخدام عينات أكبر، بتجميع مجموعة أخرى من قياسات جنس الفوسا (Cryptoprocta) التي تم نشرها في مقال عام 2004. وجدوا أن بعض الأحفوريات تقع خارج نطاق تباين الكائنات الحية للفوسا الحيّ، وحدد هؤلاء على أنهم يمثلون العملاقة منها. لم يخصص غرانديدير عينة نمطية للأنواع، وللحفاظ على العملاقة منها كاسم للشكل الأكبر للفوسا، كما قام جودمان وزملاؤه بتعيين عينة لتكون بمثابة عينة النوع (على وجه التحديد، عينة نمطية).
تعرّف لامبرتون على نوعِِ ثالثِِ (Cryptoprocta antamba)، على أساس الفك السفلي مع تباعد واسع بشكل غير طبيعي بين ناتئ اللقمة في الخلف. كما أشار أيضًا إلى عظمتيّ الفخذ (عظم الساق العُلية) والساق (عظم الساق السُفلى) كوسيط في الحجم بين النوعين (الحية والعملاقة). يشير الاسم المحدد إلى أنتامبا "antamba"، وهو حيوان يُزعم أنه من جنوب مدغشقر وصفه الحاكم الفرنسي إتيان دي فلاكورت في عام 1658 بأنه آكل لحوم كبير ونادر يشبه النمر ويأكل الرجال والعجول ويعيش في مناطق جبلية نائية؛  ربما يكون الفوسا العملاق. لم يتمكن جودمان وزملاؤه من تحديد موقع مادة لامبرتون الخاصة بـ النوع الثالث، لكنهم اقترحوا أنها تستند إلى الفوسا العملاق. الفوسا الحيّ والعملاق من جنس الفوسيات (Cryptoprocta) داخل عائلة آكلات اللحوم الملغاشية (Eupleridae)، والتي تضم أيضًا آكلات اللحوم الملغاشية الأخرى مثل فالانوك، وفانالوكا، وفصيلة Galidiinae من آكلات اللحوم الملغاشية. تشير دراسات تسلسل الحمض النووي إلى أن آكلات اللحوم الملغاشية تشكل مجموعة طبيعية واحدة (أحادية اللون) وترتبط ارتباطًا وثيقًا بنمس الأوراسي والأفريقي.

## الوصف

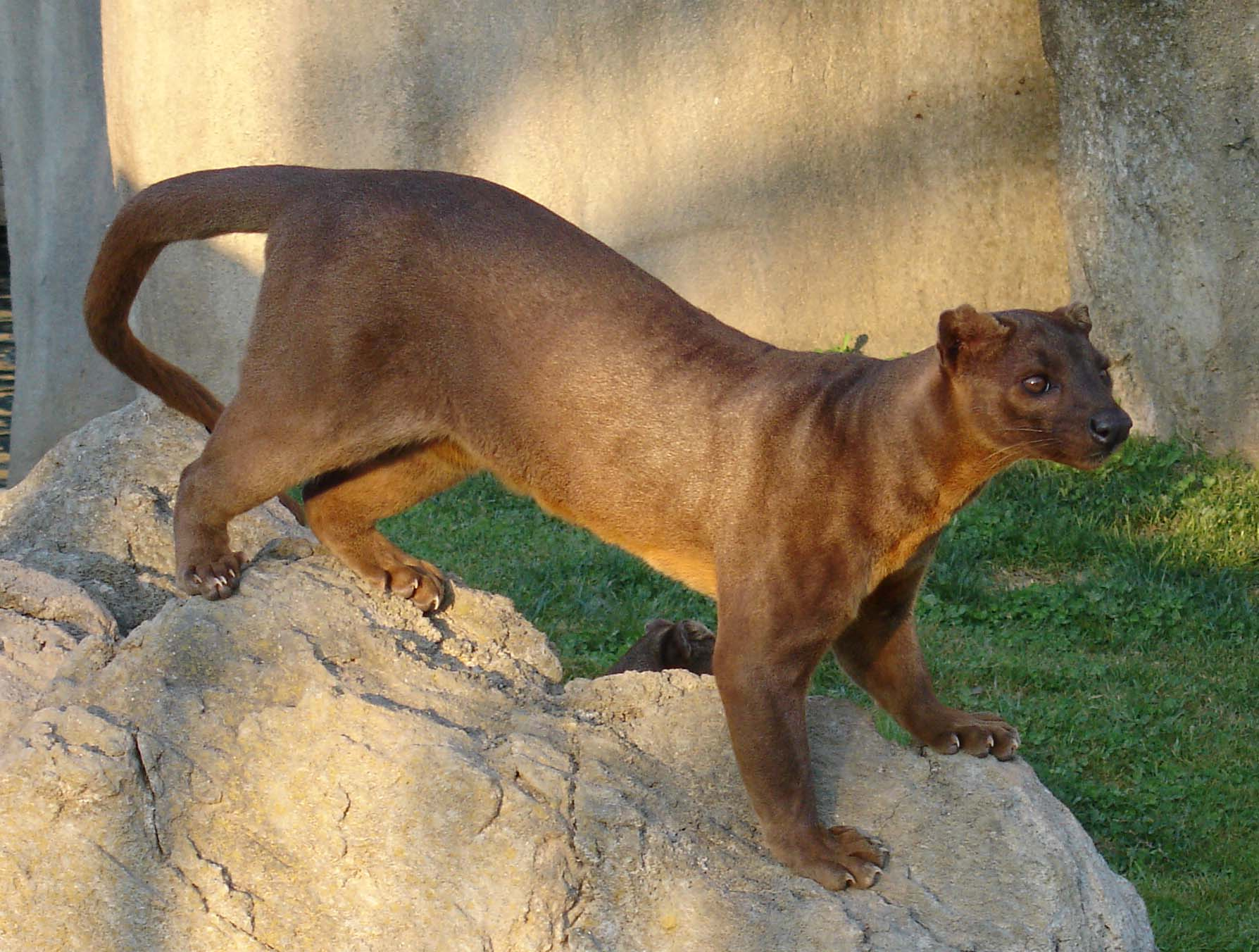
الفوسا (Cryptoprocta ferox) هي أقارب أصغر للفوسا العملاق التي لا تزال على قيد الحياة.

بالرغم من وصف بعض الاختلافات المورفولوجية بين نوعين، قد تكون هذه الاختلافات متماثلة بقياس التنامي (مرتبطة بالنمو)، وفي حساب الأنواع الثديية لعام 1986 الخاص بالفوسا، كتب مايكل كونك وكلاوس ليونهارت أن الاثنين متطابقان شكليًا. ومع ذلك، فإن بقايا الفوسا العملاق أكبر من أي نوع فوسا حيّ. وجد جودمان وزملاؤه أن قياسات الجمجمة في العينات التي حددوها كانت فوسا العملاق أكبر بنسبة 1.07 إلى 1.32 من تلك الموجودة في قياسات الفوسا الحي للبالغين. وما بعد الجمجمة أكبر بنسبة 1.19 إلى 1.37 مرة.  العينة الوحيدة من الفوسا العملاق التي يمكن فيها التأكد من طول اللقمة القاعدية (قياس الطول الكلي للجمجمة) بقياس 153.4 ملم (6.04  إنش)، مقارنة بنطاق من 114.5 إلى 133.3 ملم (4.51 إلى 5.25 إنش) في البالغين للفوسا الحي. عظم العضد (عظم الذراع العلوي) بطول اثني عشر للفوسا العملاق هو 122.7 إلى 146.8 ملم (4.83 إلى 5.78 إنش)، بمتوسط 137.9 ملم (5.43 إنش)، مقارنة بـ 108.5 إلى 127.5 ملم (4.27 إلى 5.02 إنش) بمتوسط 116.1 ملم (4.57.87.8) إنش)، في الفوسا الحي. تقديرات كتلة الجسم للعملاقة تصل 17 كجم (37 رطل) إلى 20 كجم (44 رطل)، وكانت من بين أكبر الحيوانات آكلة اللحوم في الجزيرة. وبالمقارنة، فإن البالغين في الفوسا الحي من 5 كجم (11 رطل) حتى 10 كجم (22 رطل).

## التوزيع والبيئة والانقراض
| موقع                                  | spe. | فير. |
| ------------------------------------- | ---- | ---- |
| أمباسامبازيمبا                        |      | +    |
| أنكارانا                              | +    | +    |
| أنكازوابو                             | +    |      |
| أنتسيرابي                             | +    | +    |
| بهوفا                                 | +    | +    |
| بيلوها                                | +    | +    |
| بيلو سور مير                          | +    | +    |
| بيمافاندري                            | +    |      |
| بيتيوكي سود                           | +    |      |
| لاكاتوني أكانغا                       | +    |      |
| ليليا                                 |      | +    |
| مانومبو                               | +    | +    |
| تسياندروينا                           | +    |      |
| تسيرافه                               |      | +    |
| الاختصارات: - الفوسا العملاق - الفوسا |      |      |

الفوسا العملاق هي ثدييات آكلة للحوم تُعتبر المُنقرض الوحيد والمعروف في مدغشقر. تشمل حيوانات مدغشقر المُنقرضة مؤخرًا ما لا يقل عن 17 حيوانًا من أنواع الليمور، ومعظمها أكبر من الأشكال الحية، وكذلك طيور الفيل وفرس النهر الملغاشي، من بين الأنواع الأخرى. تم العثور على بقايا أحفورية من الفوسا العملاق في مواقع كهوف تعود للعصر الهولوسين من الطرف الشمالي لمدغشقر على طول الساحل الغربي إلى أقصى الجنوب، وفي المرتفعات الوسطى. أسفرت بعض المواقع من بقايا للفوسا العملاق وأصغر منها إلى الإشارة للأنواع الحية. ومع ذلك، فإن الافتقار إلى المعرفة القوية لعلم وصف طبقات الأرض وعدم توفر التأريخ بالكربون المُشع على أحافير عظام الفوسيات (Cryptoprocta) يجعل من غير المؤكد ما إذا كان النوعان عاشا في نفس المنطقة وفي نفس الوقت. تقع نسبة الحجم بين النوعين ضمن نطاق النسب التي شوهدت بين القطط الحية ذات الحجم المماثل والنمس الموجودة في نفس المناطق، مما يشير إلى أن النوعين ربما كانا قادرين على التواجد معًا.
مع حجمها الكبير وفكها وأسنانها الضخمة،  كانت الفوسا العملاقة مُفترسًا هائلاً «يشبه البوما» ، بالإضافة إلى الليمورات الأصغر حجمًا، فقد يكون قد أكل بعضًا من أحافير الليمور الكبيرة المنقرضة الآن، والتي كان من الممكن أن تكون كبيرة جدًا بالنسبة للفوسا. لم يتم العثور على دليل أحفوري يُثبت بشكل قاطع أن الليمور كان فريسته؛ يعتمد هذا الافتراض على النظام الغذائي للأنواع الأصغر الموجودة من الفوسا. تشمل الفرائس الأخرى المُحتملة المدال، وآكلات اللحوم الملغاشية الأصغر، وحتى أفراس النهر الملغاشية الصغيرة. قد يكون انقراضه قد غير ديناميكيات الافتراس في مدغشقر. على الرغم من عدم معرفة ذلك، فمن الممكن أن تكون الفوسا العملاقة قد انقرضت قبل عام 1400.
تسرد القائمة الحمراء لـ IUCN حاليًا الفوسا العملاق كأنواع مُنقرضة؛ لماذا ومتى انقرضت لا تزال غير معروفة. ومع ذلك، غالبًا ما يتعرف السكان المحليون في مدغشقر على شكلين من الأحافير، وهما فوسا أسود وأحمر. هناك أيضًا بعض السجلات القصصية لحفريات حية كبيرة جدًا، مثل 2 م (7 قدم)، 30 كجم (70 رطل) فوسا في موروندافا. اقترح جودمان وزملاؤه أن مزيدًا من البحث قد يُظهر أن هناك أكثر من نوع واحد من الحفريات لا يزال على قيد الحياة.

## اقتبسات أدبية
- Alcover، JA and McMinn، M. 1994. مفترسات الفقاريات في الجزر (الاشتراك مطلوب). العلوم البيولوجية 44 (1): 12-18.
- Burness، GP، Diamond J. and Flannery، T. 2001. الديناصورات والتنين والأقزام: تطور الحجم الأقصى للجسم (الاشتراك مطلوب). وقائع الأكاديمية الوطنية للعلوم 98 (25): 14518-14523.
- Burney، DA، Burney، LP، Godfrey، LR، Jungers، WL، Goodman، SM، Wright، HT and Jull، AJT 2004. التسلسل الزمني لمدغشقر عصور ما قبل التاريخ المتأخرة (الاشتراك مطلوب). مجلة التطور البشري 47 (1-2): 25-63.
- كولكوهون، IC 2006. الافتراس والقسطرة: مقارنة تأثير الحيوانات المفترسة على أنماط نشاط الليمورات و ceboids (الاشتراك مطلوب). فوليا بريماتولوجيكا 77 (1-2): 143-165.
- Garbutt ، N. 2007. ثدييات مدغشقر: دليل كامل. إيه آند سي بلاك، 304 ص.(ردمك 978-0-7136-7043-1)
- غودمان، SM 2003. الافتراس الليمور. ص. 1221-1228 في Goodman، SM and Benstead، JP (محرران.). التاريخ الطبيعي لمدغشقر. مطبعة جامعة شيكاغو، 1728 ص.(ردمك 0-226-30306-3)رقم ISBN 0-226-30306-3
- Goodman، SM، Ganzhorn، JU and Rakotondravony، D. 2003. مقدمة عن الثدييات. ص. 1159-1186 في Goodman، SM and Benstead، JP (ed.). التاريخ الطبيعي لمدغشقر. مطبعة جامعة شيكاغو، 1728 ص.(ردمك 0-226-30306-3)رقم ISBN 0-226-30306-3
- Goodman، SM، Rasoloarison، RM and Ganzhorn، JU 2004. حول التعريف المحدد للأحفوريات الفرعية Cryptoprocta (ثدييات، آكلات اللحوم) من مدغشقر . Zoosystema 26 (1): 129-143.
- هوفمان، م.2008. Cryptoprocta spelea . في IUCN. القائمة الحمراء للأنواع المهددة بالانقراض IUCN. الإصدار 2009.2. < www.iucnredlist.org >. تم التنزيل في 20 أيار (مايو) 2010.
- كونكه، م وليونهارت، ك. 1986. كريبتوبروكتا فيروكس . أنواع الثدييات 254: 1-5.
- لامبرتون، سي .1939. مستحاثات Les Cryptoprocta. Mémoires de l'Académie malgache 27: 155–193.
- تورفي، ST 2009. انقراضات الهولوسين. مطبعة جامعة أكسفورد، الولايات المتحدة، 359 ص.(ردمك 978-0-19-953509-5)رقم ISBN 978-0-19-953509-5
- Wroe، S. Field، J. Fullagar، R. and Jermiin، LS 2004. انقراض الحيوانات الضخمة في أواخر الرباعية وفرضية الإفراط في القتل العالمية (الاشتراك مطلوب). Alcheringa 28 (1): 291 - 331.